# Séisme de 2018 en Haïti
Le 6 octobre 2018, un séisme de magnitude 5,9 se produit à Haïti, à proximité de Port-de-Paix dans le département du Nord-Ouest.
La secousse est ressentie jusqu'à Port-au-Prince, la capitale. C'est le séisme le plus important dans le pays depuis celui de 2010 qui avait fait plus de 200 000 morts.

## Déroulement
Le séisme est suivi de deux répliques. Certains habitants préfèrent quitter Port-de-Paix, dont les constructions sont trop fragiles, pour se rendre sur l'île de la Tortue, réputée plus sûre bien qu'aussi située dans la zone sismique.

## Bilan
Un premier bilan le lendemain fait état de douze morts et 188 blessés, compte qui monte à dix-sept morts (dont neuf à Port-de-Paix, sept à Gros-Morne et un à Saint-Louis-du-Nord) et 350 blessés le 10 octobre. Côté matériel, il y a 353 maisons détruites et 7 430 endommagées. Quatre écoles de Pilate sont aussi en ruines.

### Liens morts
- Ressource relative à l'audiovisuel :   - France 24